# Catocala fraxini
Catocala fraxini је врста ноћног лептира (мољца) из породице Erebidae.

## Распрострањење и станиште
Насељава готово целу централну и северну Европу, као и неке делове јужне Европе. Ареал се протеже широм Палеарктика до северне Турске, Сибира, Русије, Кореје и Јапана. Претежно насељава листопадне шуме уз реке и језера, пошто је исхраном везана пре свега за врсте из рода Populus.

## Опис
Catocala fraxini је крупан и веома упечатљив лептир. Предња крила су у основи сивкасте до браон боје а прошарана нешто тамнијим линијама које су кривудаве, са по једном беличастом мрљом на оба крила. Доња крила су црне боје са јасном плавом шаром која се пружа попречно преко оба крила. Распон крила је од 75 до 105 mm и ово је највећи лептир рода Catocala на подручју Европе.

## Биологија
C. fraxini лети од јула до почетка октобра. Презимљава у стадијуму јајета, гусенице излазе на пролеће и крећу интензивно да се хране лишћем домаћина. Има једну генерацију годишње. Одрасле јединке мирују преко дана и својом обојеношћу се добро уклапају у окружење, а активне су ноћу. Основна биљка хранитељка је јасика (Populus tremula), али се могу јавити и врсте из родова Salix, Fraxinus, Alnus и Betula, што значи да се врста среће у шумским пределима.

## Синоними
- Phalaena fraxini Linnaeus, 1758